# Morgan Sportes
Morgan Sportes (ur. 12 października 1947 w Algierze) – francuski pisarz pochodzenia algierskiego.
Studiował językoznawstwo i literaturę, prowadził badania antropologiczne w Tajlandii.